# Công tước xứ Northumberland
Công tước Northumberland (tiếng Anh: Duke of Northumberland) là một tước hiệu đã được tạo ra ba lần trong lịch sử của Anh, hai lần thuộc Đẳng cấp quý tộc Anh và một lần trong Đẳng cấp quý tộc Đại Anh. Người nắm giữ tước hiệu này hiện nay là Ralph Percy, Công tước thứ 12 xứ Northumberland.
Lần tạo ra gần đây nhất là vào năm 1766, khi vua George III của Anh trao cho Hugh Percy, Bá tước thứ 2 xứ Northumberland. Người thừa kế hợp pháp của Công tước được nhận tước hiệu Bá tước xứ Percy.